# Albrecht Frederik af Preussen
Albrecht Frederik af Preussen (født 29. april 1553 i Königsberg, død 27. august 1618 i Fischhausen) var den anden hertug af Preussen fra 1568 til 1618.
Albrecht var søn af den første hertug af Preussen, Albrecht af Brandenburg-Ansbach, i hans andet ægteskab med Anna Maria af Braunschweig. Han blev hertug af Preussen ved faderens død i 1568. Albrecht giftede sig i 1573 med Marie Eleonore af Kleve. Da han ikke havde mandlige arvinger, overgik hertugdømmet ved hans død til den brandenburgske linje af Huset Hohenzollern.